# نوپسرها روفیپنیس
نوپسرها روفیپنیس یک گونه سوسک از خانوادهٔ سوسک‌های شاخک‌دراز است. استفان فون برونینگ در سال ۱۹۴۹ این گونه را توصیف و بررسی کرد.

## زیرگونه‌ها
- Nupserha rufipennis rufipennis Breuning، 1949
- Nupserha rufipennis parterufoantennalis Breuning، 1978